# Monorail Tama Toshi
Le monorail Tama Toshi  (多摩都市モノレール線, Tamatoshi Monorēru-sen), ou plus simplement monorail Tama, est un monorail de type Alweg qui circule dans l'ouest de Tokyo au Japon. Il relie les stations de Kamikitadai à Higashiyamato et Tama-Center à Tama.

## Historique
Le monorail a été inauguré le 27 novembre 1998 entre Kamikitadai et Tachikawa-Kita. La deuxième partie de la ligne, entre Tachikawa-Kita et Tama-Center, a ouvert le 10 janvier 2000.

## Liste des stations

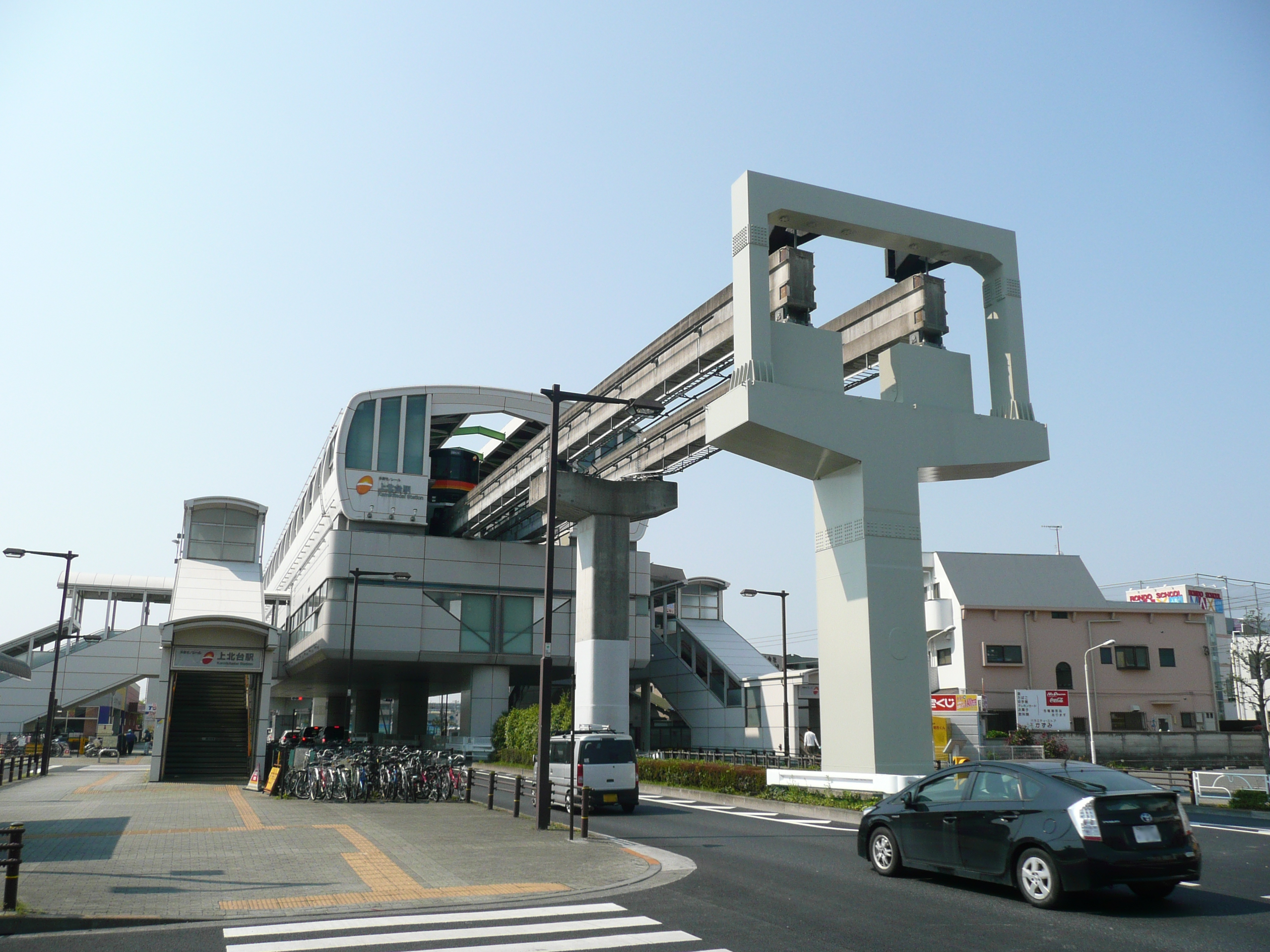
Le terminus de la ligne à Kamikitadai

| Numéro | Station                      | Nom japonais       | Distance (km) | Correspondances                          | Localisation  |
| ------ | ---------------------------- | ------------------ | ------------- | ---------------------------------------- | ------------- |
| TT19   | Kamikitadai                  | 上北台             | 0             |                                          | Higashiyamato |
| TT18   | Sakurakaido                  | 桜街道             | 0,7           |                                          | Higashiyamato |
| TT17   | Tamagawajosui                | 玉川上水           | 1,5           | Seibu : Haijima                          | Higashiyamato |
| TT16   | Sunagawa-Nanaban             | 砂川七番           | 2,5           |                                          | Tachikawa     |
| TT15   | Izumi-Taiikukan              | 泉体育館           | 3,0           |                                          | Tachikawa     |
| TT14   | Tachihi                      | 立飛               | 3,6           |                                          | Tachikawa     |
| TT13   | Takamatsu                    | 高松               | 4,2           |                                          | Tachikawa     |
| TT12   | Tachikawa-Kita               | 立川北             | 5,4           | JR East : Chūō, Nambu, Ōme (à Tachikawa) | Tachikawa     |
| TT11   | Tachikawa-Minami             | 立川南             | 5,8           | JR East : Chūō, Nambu, Ōme (à Tachikawa) | Tachikawa     |
| TT10   | Shibasaki-Taiikukan          | 柴崎体育館         | 6,5           |                                          | Tachikawa     |
| TT09   | Kōshukaido                   | 甲州街道           | 8,0           |                                          | Hino          |
| TT08   | Manganji                     | 万願寺             | 9,3           |                                          | Hino          |
| TT07   | Takahatafudo                 | 高幡不動           | 10,5          | Keiō : Keiō, Dōbutsuen                   | Hino          |
| TT06   | Hodokubo                     | 程久保             | 11,3          |                                          | Hino          |
| TT05   | Tama-Dobutsukoen             | 多摩動物公園       | 12,3          | Keiō : Dōbutsuen                         | Hino          |
| TT04   | Chuo-Daigaku・Meisei-Daigaku | 中央大学・明星大学 | 13,4          |                                          | Hachiōji      |
| TT03   | Otsuka Teikyo-Daigaku        | 大塚・帝京大学     | 14,3          |                                          | Hachiōji      |
| TT02   | Matsugaya                    | 松が谷             | 15,1          |                                          | Hachiōji      |
| TT01   | Tama-Center                  | 多摩センター       | 16,0          | Keiō : Sagamihara Odakyū : Tama          | Tama          |